# Richard Bentley
Richard Bentley (født 27. januar 1662, død 14. juli 1742) var en engelsk teolog, klassisk filolog og kritiker.
Bentley skabte sig et ry ved udgivelsen af Epistula ad Joannem, eftersom han var så dygtig, at han kunne forbedre teksten mange steder. Han markerede sig selv ved sit arbejde om Phalaris' breve. Bentleys afhandling var et mesterligt bevis – skønt ikke alle delte konklusionen på daværende tidspunkt – på at brevene var usle forfalskninger, fyldt med anakronismer og skrevet på en dialekt ukendt for forfatteren, og det demonstrerede, at han ikke havde nogen virkelige rivaler, hvad angår tekstkritik og -kommentering noget steds i Europa på det tidspunkt.
En af de allervigtigste opdagelser inden for den klassiske filologi blev gjort af ham. Han opdagede med hensyn til Homer, at mange verselinjers metrum kunne forklares ved bogstavet digammas eksistens. Det var en af de allerstørste, hvis ikke den største opdagelse, angående Homer.
Bentley ville også forsøge at applicere sine tekstkritiske principper på Det Nye Testamente, men det blev ikke færdiggjort. Først i 1881 blev disse principper appliceret på Det Nye Testamente af B. F. Westcott og F. J. A. Hort. Han var altså rent idemæssigt halvandet århundrede forud for sin tid.